# Ethel Lilian Voynich
Pour les articles homonymes, voir Voynich.
Ethel Lilian Voynich, née Boole (11 mai 1864, Comté de Cork, Irlande - 27 juillet 1960, New York) est une écrivaine, musicienne et suffragette de différents mouvements socialistes. Son père est le renommé mathématicien George Boole, sa mère Mary Everest Boole et son grand-oncle maternel est le géographe George Everest. Elle a épousé en 1902 le révolutionnaire et plus tard bibliophile Wilfrid M. Voynich, qui est l’éponyme du manuscrit de Voynich.

## The Gadfly
Elle est surtout célèbre pour son roman The Gadfly (Le Taon ou La Mouche-Cheval) publié en 1897 aux États-Unis (juin) et au Royaume-Uni (septembre) et qui décrit la lutte d'un révolutionnaire en Italie. Ce roman est très connu en Union soviétique où il devient un best seller et quasiment une lecture obligatoire, ainsi qu'en Chine pour des raisons plus idéologiques que littéraires. On estime que les ventes de son livre, pour la seule Union Soviétique s'élèvent à 2 500 000 exemplaires au moment de sa mort.
En 1955, le Russe Alexandre Feinzimmer adapte ce roman au cinéma sous le même titre (en russe : Ovod). Le Compositeur Dmitri Chostakovitch en écrit la musique (The Gadfly - Opus n⁰ 97). Un autre cinéaste soviétique, Nikolaï Machtchenko, l'adapte en 1980, sous le même titre.
Selon l'historien Robin Bruce Lockhart, Sidney Reilly — un aventurier et agent secret né en Russie, au service du Secret Intelligence Service britannique — a rencontré Ethel Lilian à Londres en 1895. Ils sont devenus amants pour une brève période et ont voyagé en Italie ensemble. Ce serait durant ce voyage que Reilly se serait « mis à nu » et lui aurait révélé l'histoire de son étrange jeunesse en Russie. Après la fin de cette liaison, Ethel Lilian s'est servie de cette histoire pour écrire The Gadfly. Cependant, Andrew Cook, un biographe de Reilly, rejette cette version romantique des événements et suggère plutôt que Reilly était auprès de la jeune femme pour suivre, pour le compte des services d'information britanniques, les activités révolutionnaires et radicales de l'auteure et rendait des comptes à William Melville du Metropolitan Police Special Branch.

### Hommages
- (2032) Ethel, astéroïde.